# Brian Shenton

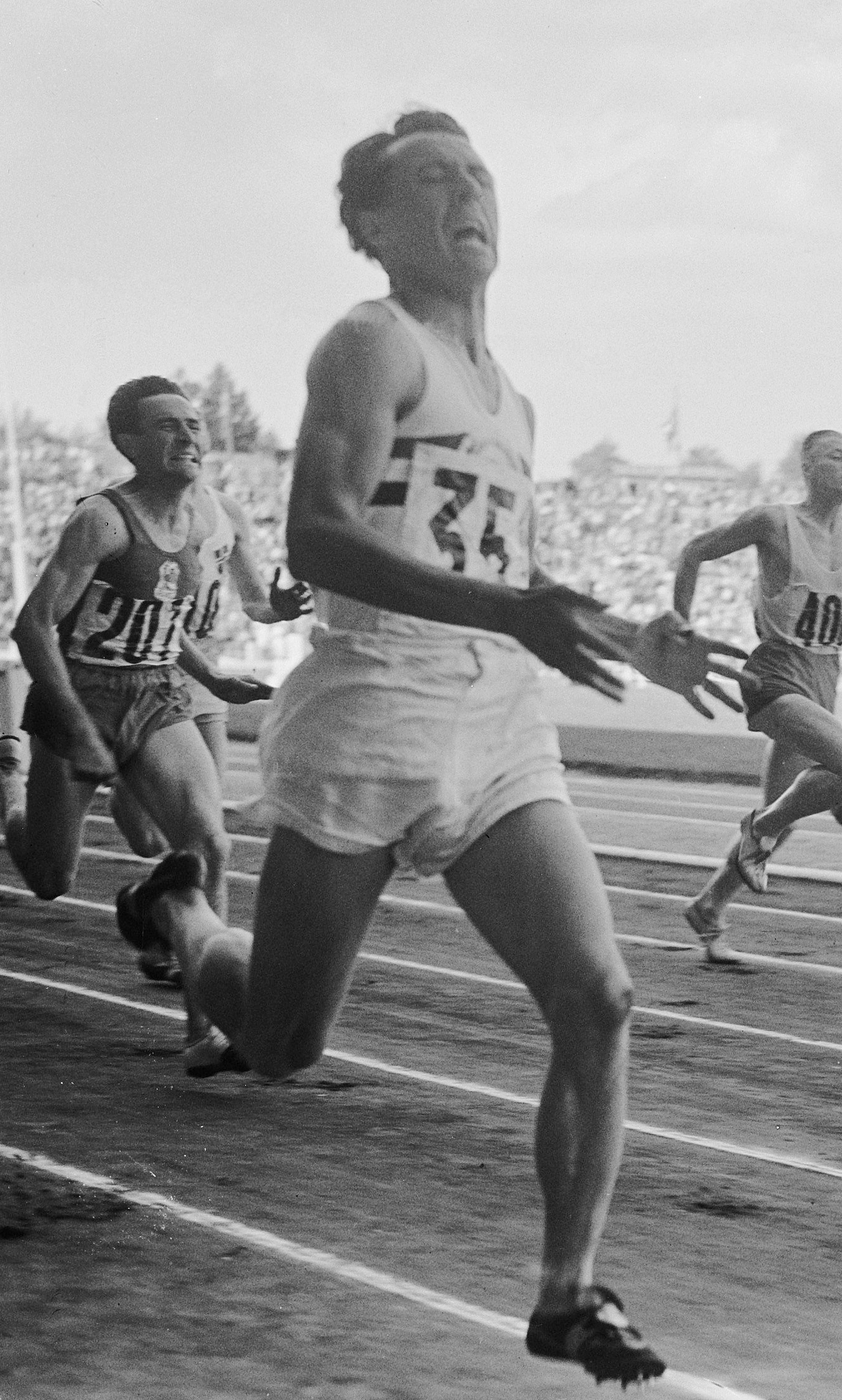
Brian Shenton, 1950

Brian Shenton (* 15. März 1927 in Doncaster; † 9. Mai 1987) war ein britischer Sprinter.

## Karriere
Im Februar 1950 gewann bei der 4-mal-110-Yards-Staffel der British Empire Games in Auckland die englische Mannschaft in der Besetzung Les Lewis, Shenton, Nick Stacey und Jack Archer Silber hinter den Australiern. Ende August bei den Europameisterschaften in Brüssel gewann Shenton den 200-Meter-Lauf in 21,5 s mit drei Zehntelsekunden Vorsprung auf den Franzosen Étienne Bally, der den 100-Meter-Lauf gewonnen hatte. In der 4-mal-100-Meter-Staffel belegte das britische Team mit Shenton als drittem Läufer Platz vier in 41,9 s. 
Bei den Olympischen Spielen 1952 in Helsinki schied Shenton über 200 Meter im Zwischenlauf aus und erreichte er das Finale der 4-mal-100-Meter-Staffel. Dort belegten die Briten in 40,6 s den vierten Platz. Shenton lag als Schlussläufer hauchdünn hinter dem Schlussmann der ungarischen Stafette, die die Bronzemedaille gewann.
Die British Empire and Commonwealth Games 1954 fanden in der ersten Augustwoche in Vancouver statt. Über 220 Yards belegte Shenton den zweiten Platz hinter dem Neuseeländer Don Jowett, beide benötigten 21,5 Sekunden. Mit der englischen Stafette wurde Shenton Vierter. In der letzten Augustwoche wurde Shenton bei den Europameisterschaften in Bern über 200 Meter in 21,3 s Vierter hinter Heinz Fütterer, Ardalion Ignatjew und seinem Landsmann George Ellis, der in 21,2 s Landesrekord lief. Die britische Stafette mit Kenneth Box, Ellis, Ken Jones und Shenton gewann in 40,8 s Silber hinter den Ungarn.
Bei den Olympischen Spielen 1956 in Melbourne erreichte Shenton über 200 Meter das Halbfinale, schied dort aber mit 21,9 s aus. Die britische Stafette wurde in 40,6 s Fünfte.
Brian Shenton war 1,75 m groß und wog in seiner aktiven Zeit 70 kg. Im Alter von 60 Jahren starb er an den Folgen eines Verkehrsunfalls.

## Bestzeiten
- 100 m: 10,6 s, 1951
- 200 m: 21,2 s, 1956